# Partido judicial de Alcorcón
El partido judicial de Alcorcón  es uno de los 21 partidos judiciales en los que se divide la Comunidad de Madrid, en concreto el número 17. Se circunscribe al término municipal de la ciudad de Alcorcón, dando servicio a una población de más de 160 000 habitantes. Cuenta con cinco juzgados de instrucción y de primera instancia, agrupados todos en el edificio de los juzgados en la calle Carballino s/n. Esq. c/ Timanfaya.